# Group of States Against Corruption
Group of States Against Corruption (GRECO) er Europarådets anti-korruptions organisation, som har hovedsæde i Strasbourg, Frankrig.
Organisationen blev oprettet 1. maj 1999, og har tilslutning fra Europa og USA.
Formålet med enheden er at bekæmpe korruption, internationalt, med Europarådets retningslinjer som basis.

## Stiftende medlemslande (01.05.1999)
- Belgien
- Bulgarien
- Cypern
- Estland
- Finland
- Frankrig
- Grækenland
- Irland
- Island
- Litauen
- Luxemborg
- Rumænien
- Slovakiet
- Slovenien
- Spanien
- Sverige
- Tyskland

## Successiv tilslutning af medlemslande
- Albanien (27.04.2001)
- Andorra (28.01.2005)
- Armenien (20.01.2004)
- Azerbaijan (01.06.2004)
- Bosnien-Hercegovina (25.02.2000)
- Kroatien (02.12.2000)
- Tjekkiet (09.02.2002)
- Danmark (03.08.2000)
- Georgien (16.09.1999)
- Holland (18.12.2001)
- Italien (30.06.2007)
- Letland (27.07.2000)
- Liechtenstein (01.01.2010)
- Malta (11.05.2001)
- Monaco (01.07.2007)
- Moldova (28.06.2001)
- Montenegro (06.06.2006)
- Norge (06.01.2001)
- Polen (20.05.1999)
- Portugal (01.01.2002)
- Rusland (01.02.2007)
- San Marino (13.08.2010)
- Serbien (01.04.2003),
- Schweiz (01.07.2006)
- Makedonien (07.10.2000)
- Tyrkiet (01.01.2004),
- Ungarn (09.07.1999)
- Ukraine (01.01.2006),
- United Kingdom (18.09.1999)
- United States of America (20.09.2000)
- Østrig (01.12.2006)